# Takara Suda
Takara Suda (jap. 須田 宝 Suda Takara; ur. 31 grudnia 2004) – japoński zapaśnik walczący w stylu wolnym. 
Złoty medalista mistrzostw Azji w 2025. Wicemistrz Azji kadetów w 2019 roku.